# Claudio Yacob
Claudio Ariel Yacob (Carcarañá, Santa Fe, Argentina, 18 de julio de 1987) es un futbolista argentino. Juega como mediocentro y actualmente se encuentra sin equipo.

## Trayectoria

### Racing
Comenzó a jugar el club Cremería de Carcarañá, a los 12 años. Jugó en las inferiores de Huracán de Los Lagos, pero retornó a Carcarañá porque extrañaba mucho a su familia. Luego de un tiempo, volvió a jugar, esta vez en Racing, y allí comenzó su historia relevante en el fútbol.
Formó parte de "La Sexta Especial", Sexta División que ganó dos títulos y estaba formada por Maxi Moralez, Matías Sánchez, Gabriel Mercado, Sergio Romero, Gonzalo García, José Luis Fernández y Juan Ignacio Sánchez Sotelo, entre otros. Debutó en Primera División en la derrota 3 a 2 ante Banfield el 8 de noviembre de 2006. En 2007, fue elegido para representar a la Argentina en la categoría Sub-20 y formó parte del equipo que jugó el Sudamericano Juvenil de Paraguay. También integró el seleccionado que disputó la Copa Mundial de Fútbol Sub-20 de 2007 en Canadá, donde jugó seis partidos, anotó un gol y consiguió el sexto título mundial Sub-20 de la Argentina. Su primer gol oficial lo anotó el 3 de mayo de 2009 en la victoria 4 a 1 ante Arsenal de Sarandí.

### West Bromwich
Durante el verano de 2012, Yacob dejó Racing y se enroló en las filas del West Bromwich Albion. El 8 de agosto Yacob debuta como titular con la camiseta del West Bromwich ante el Liverpool con una buena actuación lo cual le dio la titularidad. Después de su debut como titular, Yacob sufrió una lesión, dio la casualidad que luego de ese hecho, el West Bromwich tiene una mala racha de partidos sin poder ganar. Su último partido fue en la fecha 14 y es desde allí que el club inglés no levanta cabeza. Anotó su primer gol oficial con la camiseta del West Bromwich Albion el 6 de octubre de 2013 en la apertura del marcador contra el Arsenal, el partido finalizaría 1-1.

### Nottingham Forest
El 6 de septiembre de 2018, el Nottingham Forest hizo oficial su llegada hasta junio de 2020. Abandonó el club el 27 de enero de 2020.

### Nacional
Horas después de rescindir su contrato con el Nottingham Forest, Club Nacional de Football hizo oficial su fichaje. Terminado su contrato al final de 2020 dejó el fútbol uruguayo, al que calificó como "50 años atrasado" con respecto al argentino, para volver a su país.

### Vuelta a Argentina
En febrero de 2021 llegó como jugador libre al Club Atlético Huracán, firmando un contrato hasta el final de ese año. Un año después, se sumó a Rosario Central a préstamo por un año.

### Universitario de Deportes
Al no estar en planes del nuevo técnico Carlos Tévez, Yacob buscaba más continuidad, por lo que mediados del 2022 fue anunciado como nuevo refuerzo de Universitario de Deportes a pedido de Carlos Compagnucci por una temporada. Debutó frente a Deportivo Municipal donde cometió un blooper llamativo que permitió ganar el encuentro a Municipal- Luego de su semestre decepcionante donde nunca pudo ser titular indiscutible, se buscaba su rescisión de contrato el cual se hizo esperar, finalmente el 30 de noviembre rescindió su contrato, siendo uno de los últimos futbolistas que no estuvieron en planes para continuar en hacerlo.

## Selección nacional

### Selección sub-20
Ha representado a Argentina en la categoría sub-20 en el Sudamericano 2007, en Paraguay, y en el Mundial juvenil de ese año, en Canadá. En este último salieron campeones con Hugo Tocalli como director técnico. Para la selección de Argentina sub-20 fue su segundo mundial ganado de manera consecutiva.

#### Sudamericano sub-20
| Torneo                   | Sede     | Resultado  | Partidos | Goles |
| ------------------------ | -------- | ---------- | -------- | ----- |
| Sudamericano Sub-20 2007 | Paraguay | Subcampeón | 8        | 0     |

#### Mundial sub-20
| Torneo                   | Sede   | Resultado | Partidos | Goles |
| ------------------------ | ------ | --------- | -------- | ----- |
| Copa Mundial Sub-20 2007 | Canadá | Campeón   | 5        | 1     |

### Selección absoluta
Debutó en la selección absoluta convocado por Sergio Batista, el 16 de marzo de 2011 en un amistoso ante Venezuela que terminó en triunfo por 4-1. En el segundo amistoso anotó un gol para el empate 2-2 frente a Ecuador.
| Selección          | Temporada | Amistosos | Amistosos | Amistosos | Sudamérica(1) | Sudamérica(1) | Sudamérica(1) | Mundial(2) | Mundial(2) | Mundial(2) | Total | Total | Total  | Media goleadora |
| Selección          | Temporada | Part.     | Goles     | Asist.    | Part.         | Goles         | Asist.        | Part.      | Goles      | Asist.     | Part. | Goles | Asist. | Media goleadora |
| ------------------ | --------- | --------- | --------- | --------- | ------------- | ------------- | ------------- | ---------- | ---------- | ---------- | ----- | ----- | ------ | --------------- |
| Absoluta Argentina | 2011      | 2         | 1         | 1         | —             | —             | —             | —          | —          | —          | 2     | 1     | 1      | 0,50            |

## Clubes
| Club                      | País                | Año                 | Partidos | Goles |
| ------------------------- | ------------------- | ------------------- | -------- | ----- |
| Racing Club               | Argentina           | 2006-2012           | 147      | 7     |
| West Bromwich Albion      | Inglaterra          | 2012-2018           | 175      | 2     |
| Nottingham Forest         | Inglaterra          | 2018-2020           | 17       | 0     |
| Nacional                  | Uruguay             | 2020                | 22       | 1     |
| Huracán                   | Argentina           | 2021                | 11       | 1     |
| Rosario Central           | Argentina           | 2022                | 11       | 0     |
| Universitario de Deportes | Perú                | 2022                | 8        | 0     |
| Total en su carrera       | Total en su carrera | Total en su carrera | 391      | 11    |

## Palmarés

### Títulos nacionales
| Título            | Club     | País    | Año  |
| ----------------- | -------- | ------- | ---- |
| Torneo Intermedio | Nacional | Uruguay | 2020 |

### Títulos internacionales
| Título              | Equipo              | Sede   | Año  |
| ------------------- | ------------------- | ------ | ---- |
| Copa Mundial Sub-20 | Selección argentina | Canadá | 2007 |